# Copa Argentina 2015-16
La Copa Argentina 2015-16 (llamada Copa «Sancor Seguros» Argentina 2016 por motivos de patrocinio) fue la séptima edición de la competición, organizada por la Asociación del Fútbol Argentino; y la quinta de su nueva etapa. 
Constó de dos fases preliminares y la fase final. Durante la temporada 2015 se produjo la clasificación de los equipos de la fase preliminar metropolitana, que se realizó dentro de sus respectivos campeonatos. Por su parte, la fase preliminar regional se dividió en dos etapas, la primera dentro de los torneos y la segunda por eliminación. Dio comienzo el 29 de enero de 2016 y finalizó el 15 de diciembre del mismo año. La competencia contó, en su fase final, con la participación de 64 equipos: los 30 que disputaron el Campeonato de Primera División 2015; 23 equipos por la zona metropolitana, que fueron los mejores 12 del Campeonato de Primera B Nacional 2015, 5 del Campeonato de Primera B 2015, 4 del Campeonato de Primera C 2015 y 2 del Campeonato de Primera D 2015; y 11 por la zona regional, que salieron de la eliminación directa de 10 equipos del Torneo Federal A 2015 y 12 del Torneo Federal B 2015, clasificados en sus respectivos certámenes.
El campeón de esta edición fue River Plate, que derrotó en la final a Rosario Central por 4-3. Además, clasificó para disputar la Supercopa Argentina 2016 contra Lanús, campeón del Torneo de Primera División 2016, y obtuvo la quinta plaza de la Asociación del Fútbol Argentino en la Copa Libertadores 2017.

## Formato
A partir de esta edición, por la reestructuración dada entre 2014 y 2015, solamente los 30 equipos de Primera División clasificaron a la fase final. Además de que no clasificaron todos los equipos de las divisiones del ascenso, sino los mejores de la Primera B Nacional, Primera B, Primera C y Primera D a la fase inicial metropolitana, y los mejores del Torneo Federal A y Torneo Federal B a la fase inicial regional. Los 34 vencedores de las fases iniciales clasificaron a la fase final.

## Equipos participantes

### Primera División
| Aldosivi          | Argentinos Juniors | Arsenal          | Atlético de Rafaela     |
| Banfield          | Belgrano           | Boca Juniors     | Colón                   |
| Crucero del Norte | Defensa y Justicia | Estudiantes (LP) | Gimnasia y Esgrima (LP) |
| Godoy Cruz        | Huracán            | Independiente    | Lanús                   |
| Newell's Old Boys | Nueva Chicago      | Olimpo           | Quilmes                 |
| Racing Club       | River Plate        | Rosario Central  | San Lorenzo             |
| San Martín (SJ)   | Sarmiento          | Temperley        | Tigre                   |
| Unión             | Vélez Sarsfield    |                  |                         |

### Segunda categoría

#### B Nacional
| Atlético Tucumán   | Atlético Paraná        | Douglas Haig | Estudiantes (SL) |
| Ferro Carril Oeste | Gimnasia y Esgrima (J) | Instituto    | Juventud Unida   |
| Los Andes          | Patronato              | Santamarina  | Villa Dálmine    |

### Tercera categoría

#### Primera B
| Almagro     | Brown de Adrogué | Defensores de Belgrano | Deportivo Morón |
| Estudiantes |                  |                        |                 |

#### Torneo Federal A
| Cipolletti         | Defensores de Belgrano (VR)  | Deportivo Madryn    | Gimnasia y Tiro (S) |
| Juventud Antoniana | Juventud Unida Universitario | San Lorenzo de Alem | Talleres            |
| Unión Aconquija    | Unión (S)                    |                     |                     |

### Cuarta categoría

#### Primera C
| Central Córdoba (R) | Laferrere | San Telmo | Talleres (RdE) |

#### Torneo Federal B
| Central Norte   | Defensores de Pronunciamiento | Germinal       | Güemes      |
| La Emilia       | San Martin (F)                | San Martín (M) | Sansinena   |
| Sportivo Guzmán | Sportivo Rivadavia            | Unión Santiago | Villa Mitre |

### Quinta categoría

#### Primera D
| Atlas | Sportivo Barracas |  |  |

### Distribución geográfica de los equipos
| Región                           | Equipos |
| -------------------------------- | ------- |
| Buenos Aires                     | 10      |
| Provincia de Buenos Aires        | 30      |
| Provincia de Catamarca           | 2       |
| Provincia del Chubut             | 2       |
| Provincia de Córdoba             | 3       |
| Provincia de Entre Ríos          | 4       |
| Provincia de Formosa             | 1       |
| Provincia de Jujuy               | 1       |
| Provincia de Mendoza             | 2       |
| Provincia de Misiones            | 1       |
| Provincia de Río Negro           | 1       |
| Provincia de Salta               | 3       |
| Provincia de San Juan            | 1       |
| Provincia de San Luis            | 2       |
| Provincia de Santa Fe            | 8       |
| Provincia de Santiago del Estero | 2       |
| Provincia de Tucumán             | 2       |
| Total                            | 75      |

## Fase preliminar metropolitana
Fue organizada directamente por la AFA.
Se establecieron en cada categoría los clasificados a la fase final por cada una de ellas, según el resultado de su participación en los torneos de la temporada 2015, con un total de 23 equipos: 
- Los 12 primeros de la tabla final de posiciones del Campeonato de Primera B Nacional 2015.
- El campeón y los 4 equipos que disputaron las semifinales del torneo reducido por el segundo ascenso, del Campeonato de Primera B 2015.
- Los 4 primeros de la tabla final de posiciones del Campeonato de Primera C 2015.
- El campeón y el subcampeón del Campeonato de Primera D 2015.

## Fase preliminar regional
Fue organizada por el Consejo Federal, órgano interno de la AFA.
En la fase eliminatoria participaron un total de 22 equipos, que clasificaron en sus respectivos torneos, divididos en 2 grupos. Compitieron entre sí para determinar los 11 clasificados a la Fase final:
- Grupo A, con un total de 16 clubes: los 4 perdedores de la Quinta fase, los 2 perdedores de la Sexta fase y el perdedor de la Séptima fase del Torneo Federal A 2015; y los 6 perdedores de la Cuarta fase y los 3 perdedores de la Quinta fase del Torneo Federal B 2015.
- Grupo B, con un total de 6 clubes: el campeón y el ganador del segundo ascenso, y el equipo eliminado en la Cuarta fase que hubiera obtenido la mejor posición en la Segunda, del Torneo Federal A 2015; y los tres equipos ganadores del ascenso del Torneo Federal B 2015 .

### Grupo A
| Fechas        | Estadios                         | Local en la ida         |   | Global |   | Local en la vuelta          |
| ------------- | -------------------------------- | ----------------------- | - | ------ | - | --------------------------- |
| 31 de enero   | Padre Ernesto Martearena         | Central Norte           | 0 | 1 - 2  | 2 | Gimnasia y Tiro (S)         |
| 11 de febrero | Gigante del Norte                | Central Norte           | 1 | 1 - 2  | 0 | Gimnasia y Tiro (S)         |
| 31 de enero   | Bicentenario Ciudad de Catamarca | San Lorenzo de Alem     | 1 | 1 - 5  | 2 | Unión Aconquija             |
| 10 de febrero | Municipal de Aconquija           | San Lorenzo de Alem     | 0 | 1 - 5  | 3 | Unión Aconquija             |
| 31 de enero   | Jacinto López                    | La Emilia               | 1 | 3 - 5  | 4 | Defensores de Belgrano (VR) |
| 5 de febrero  | Salomón Boeseldín                | La Emilia               | 2 | 3 - 5  | 1 | Defensores de Belgrano (VR) |
| 31 de enero   | Unión Santiago                   | Unión Santiago          | 0 | 1 - 3  | 1 | Unión (S)                   |
| 5 de febrero  | La Fortaleza del Bicho           | Unión Santiago          | 1 | 1 - 3  | 2 | Unión (S)                   |
| 6 de febrero  | Humberto Rizza                   | Sportivo Guzmán         | 1 | 1 - 3  | 0 | San Martín (F)              |
| 14 de febrero | Antonio Romero                   | Sportivo Guzmán         | 0 | 1 - 3  | 3 | San Martín (F)              |
| 7 de febrero  | El Coloso de Calle Sarmiento     | Sportivo Rivadavia (v.) | 1 | 2 - 2  | 0 | San Martín (M)              |
| 14 de febrero | Libertador General San Martín    | Sportivo Rivadavia (v.) | 1 | 2 - 2  | 2 | San Martín (M)              |
| 17 de febrero | El Fortín                        | Germinal                | 0 | 0 - 5  | 1 | Deportivo Madryn            |
| 20 de febrero | Coliseo del Golfo                | Germinal                | 0 | 0 - 5  | 4 | Deportivo Madryn            |
| 31 de enero   | Luis Molina                      | Sansinena               | 1 | 2 - 1  | 1 | Cipolletti                  |
| 7 de febrero  | La Visera de Cemento             | Sansinena               | 1 | 2 - 1  | 0 | Cipolletti                  |

### Grupo B
| Fechas        | Estadios                 | Local en la ida               |   | Global        |   | Local en la vuelta           |
| ------------- | ------------------------ | ----------------------------- | - | ------------- | - | ---------------------------- |
| 29 de enero   | Padre Ernesto Martearena | Juventud Antoniana            | 1 | 3 - 5         | 4 | Güemes                       |
| 10 de febrero | Arturo Miranda           | Juventud Antoniana            | 2 | 3 - 5         | 1 | Güemes                       |
| 3 de febrero  | Delio Cardozo            | Defensores de Pronunciamiento | 0 | 2 - 4         | 1 | Talleres                     |
| 16 de febrero | Mario Alberto Kempes     | Defensores de Pronunciamiento | 2 | 2 - 4         | 3 | Talleres                     |
| 10 de febrero | El Fortín                | Villa Mitre                   | 2 | (5) 2 - 2 (4) | 0 | Juventud Unida Universitario |
| 17 de febrero | Mario Sebastián Diez     | Villa Mitre                   | 0 | (5) 2 - 2 (4) | 2 | Juventud Unida Universitario |

## Fase final
El cuadro principal lo protagonizan los once clasificados de la fase preliminar regional, los veintitrés de la fase preliminar metropolitana y los treinta equipos que disputaron el Campeonato de Primera División 2015. Se sorteó el jueves 7 de abril de 2016, a las 16:00, en la sede de la Asociación del Fútbol Argentino.

### Cuadro de desarrollo
|  | Treintaidosavos de final                       | Treintaidosavos de final                | Treintaidosavos de final |       |                                         | Dieciseisavos de final | Dieciseisavos de final | Dieciseisavos de final |  |                                         | Octavos de final   | Octavos de final | Octavos de final |  |                                         | Cuartos de final            | Cuartos de final | Cuartos de final |  |                                      | Semifinales                             | Semifinales             | Semifinales |  |  | Final                                | Final           | Final |
|  |                                                |                                         |                          |       |                                         |                        |                        |                        |  |                                         |                    |                  |                  |  |                                         |                             |                  |                  |  |                                      |                                         |                         |             |  |  |                                      |                 |       |
|  | Bandera de la Ciudad de Buenos Aires           | River Plate                             | 3                        |       |                                         |                        |                        |                        |  |                                         |                    |                  |                  |  |                                         |                             |                  |                  |  |                                      |                                         |                         |             |  |  |                                      |                 |       |
|  | Bandera de la Provincia de Santa Fe            | Sportivo Rivadavia                      | 0                        |       |                                         |                        |                        |                        |  |                                         |                    |                  |                  |  |                                         |                             |                  |                  |  |                                      |                                         |                         |             |  |  |                                      |                 |       |
|  | Bandera de la Provincia de Santa Fe            | Sportivo Rivadavia                      | 0                        |       | Bandera de la Ciudad de Buenos Aires    | River Plate            | 2                      |                        |  |                                         |                    |                  |                  |  |                                         |                             |                  |                  |  |                                      |                                         |                         |             |  |  |                                      |                 |       |
|  |                                                |                                         |                          |       | Bandera de la Ciudad de Buenos Aires    | River Plate            | 2                      |                        |  |                                         |                    |                  |                  |  |                                         |                             |                  |                  |  |                                      |                                         |                         |             |  |  |                                      |                 |       |
|  |                                                | Bandera de la Provincia de San Luis     | Estudiantes (SL)         | 1     |                                         |                        |                        |                        |  |                                         |                    |                  |                  |  |                                         |                             |                  |                  |  |                                      |                                         |                         |             |  |  |                                      |                 |       |
|  | Bandera de la Provincia de Buenos Aires        | Bandera de la Provincia de San Luis     | Estudiantes (SL)         | 1     | Temperley                               | 1                      |                        |                        |  |                                         |                    |                  |                  |  |                                         |                             |                  |                  |  |                                      |                                         |                         |             |  |  |                                      |                 |       |
|  | Bandera de la Provincia de Buenos Aires        |                                         |                          |       | Temperley                               | 1                      |                        |                        |  |                                         |                    |                  |                  |  |                                         |                             |                  |                  |  |                                      |                                         |                         |             |  |  |                                      |                 |       |
|  | Bandera de la Provincia de San Luis            | Estudiantes (SL)                        | 2                        |       |                                         |                        |                        |                        |  |                                         |                    |                  |                  |  |                                         |                             |                  |                  |  |                                      |                                         |                         |             |  |  |                                      |                 |       |
|  | Bandera de la Provincia de San Luis            | Estudiantes (SL)                        | 2                        |       |                                         |                        |                        |                        |  | Bandera de la Ciudad de Buenos Aires    | River Plate        | 1                |                  |  |                                         |                             |                  |                  |  |                                      |                                         |                         |             |  |  |                                      |                 |       |
|  |                                                |                                         |                          |       |                                         |                        |                        |                        |  | Bandera de la Ciudad de Buenos Aires    | River Plate        | 1                |                  |  |                                         |                             |                  |                  |  |                                      |                                         |                         |             |  |  |                                      |                 |       |
|  |                                                | Bandera de la Provincia de Buenos Aires | Arsenal                  | 0     |                                         |                        |                        |                        |  |                                         |                    |                  |                  |  |                                         |                             |                  |                  |  |                                      |                                         |                         |             |  |  |                                      |                 |       |
|  | Bandera de la Provincia de Tucumán             | Bandera de la Provincia de Buenos Aires | Arsenal                  | 0     | Atlético Tucumán                        | 0                      |                        |                        |  |                                         |                    |                  |                  |  |                                         |                             |                  |                  |  |                                      |                                         |                         |             |  |  |                                      |                 |       |
|  | Bandera de la Provincia de Tucumán             |                                         |                          |       | Atlético Tucumán                        | 0                      |                        |                        |  |                                         |                    |                  |                  |  |                                         |                             |                  |                  |  |                                      |                                         |                         |             |  |  |                                      |                 |       |
|  | Bandera de la Ciudad de Buenos Aires           | Def. de Belgrano                        | 1                        |       |                                         |                        |                        |                        |  |                                         |                    |                  |                  |  |                                         |                             |                  |                  |  |                                      |                                         |                         |             |  |  |                                      |                 |       |
|  | Bandera de la Ciudad de Buenos Aires           | Def. de Belgrano                        | 1                        |       | Bandera de la Ciudad de Buenos Aires    | Def. de Belgrano       | 1                      |                        |  |                                         |                    |                  |                  |  |                                         |                             |                  |                  |  |                                      |                                         |                         |             |  |  |                                      |                 |       |
|  |                                                |                                         |                          |       | Bandera de la Ciudad de Buenos Aires    | Def. de Belgrano       | 1                      |                        |  |                                         |                    |                  |                  |  |                                         |                             |                  |                  |  |                                      |                                         |                         |             |  |  |                                      |                 |       |
|  |                                                | Bandera de la Provincia de Buenos Aires | Arsenal                  | 2     |                                         |                        |                        |                        |  |                                         |                    |                  |                  |  |                                         |                             |                  |                  |  |                                      |                                         |                         |             |  |  |                                      |                 |       |
|  | Bandera de la Provincia de Buenos Aires        | Bandera de la Provincia de Buenos Aires | Arsenal                  | 2     | Arsenal                                 | 2                      |                        |                        |  |                                         |                    |                  |                  |  |                                         |                             |                  |                  |  |                                      |                                         |                         |             |  |  |                                      |                 |       |
|  | Bandera de la Provincia de Buenos Aires        |                                         |                          |       | Arsenal                                 | 2                      |                        |                        |  |                                         |                    |                  |                  |  |                                         |                             |                  |                  |  |                                      |                                         |                         |             |  |  |                                      |                 |       |
|  | Bandera de la Provincia de Buenos Aires        | Talleres (RdE)                          | 1                        |       |                                         |                        |                        |                        |  |                                         |                    |                  |                  |  |                                         |                             |                  |                  |  |                                      |                                         |                         |             |  |  |                                      |                 |       |
|  | Bandera de la Provincia de Buenos Aires        | Talleres (RdE)                          | 1                        |       |                                         |                        |                        |                        |  |                                         |                    |                  |                  |  | Bandera de la Ciudad de Buenos Aires    | River Plate                 | 3                |                  |  |                                      |                                         |                         |             |  |  |                                      |                 |       |
|  |                                                |                                         |                          |       |                                         |                        |                        |                        |  |                                         |                    |                  |                  |  | Bandera de la Ciudad de Buenos Aires    | River Plate                 | 3                |                  |  |                                      |                                         |                         |             |  |  |                                      |                 |       |
|  |                                                | Bandera de la Provincia de Santa Fe     | Unión                    | 0     |                                         |                        |                        |                        |  |                                         |                    |                  |                  |  |                                         |                             |                  |                  |  |                                      |                                         |                         |             |  |  |                                      |                 |       |
|  | Bandera de la Provincia de Buenos Aires        | Bandera de la Provincia de Santa Fe     | Unión                    | 0     | Quilmes                                 | 2 (2)                  |                        |                        |  |                                         |                    |                  |                  |  |                                         |                             |                  |                  |  |                                      |                                         |                         |             |  |  |                                      |                 |       |
|  | Bandera de la Provincia de Buenos Aires        |                                         |                          |       | Quilmes                                 | 2 (2)                  |                        |                        |  |                                         |                    |                  |                  |  |                                         |                             |                  |                  |  |                                      |                                         |                         |             |  |  |                                      |                 |       |
|  | Bandera de la Provincia de Catamarca           | Unión Aconquija (p)                     | 2 (4)                    |       |                                         |                        |                        |                        |  |                                         |                    |                  |                  |  |                                         |                             |                  |                  |  |                                      |                                         |                         |             |  |  |                                      |                 |       |
|  | Bandera de la Provincia de Catamarca           | Unión Aconquija (p)                     | 2 (4)                    |       | Bandera de la Provincia de Catamarca    | Unión Aconquija        | 1                      |                        |  |                                         |                    |                  |                  |  |                                         |                             |                  |                  |  |                                      |                                         |                         |             |  |  |                                      |                 |       |
|  |                                                |                                         |                          |       | Bandera de la Provincia de Catamarca    | Unión Aconquija        | 1                      |                        |  |                                         |                    |                  |                  |  |                                         |                             |                  |                  |  |                                      |                                         |                         |             |  |  |                                      |                 |       |
|  |                                                | Bandera de la Provincia de Santa Fe     | Unión                    | 3     |                                         |                        |                        |                        |  |                                         |                    |                  |                  |  |                                         |                             |                  |                  |  |                                      |                                         |                         |             |  |  |                                      |                 |       |
|  | Bandera de la Provincia de Santa Fe            | Bandera de la Provincia de Santa Fe     | Unión                    | 3     | Unión (p)                               | 1 (4)                  |                        |                        |  |                                         |                    |                  |                  |  |                                         |                             |                  |                  |  |                                      |                                         |                         |             |  |  |                                      |                 |       |
|  | Bandera de la Provincia de Santa Fe            |                                         |                          |       | Unión (p)                               | 1 (4)                  |                        |                        |  |                                         |                    |                  |                  |  |                                         |                             |                  |                  |  |                                      |                                         |                         |             |  |  |                                      |                 |       |
|  | Bandera de la Provincia de Entre Ríos          | Atlético Paraná                         | 1 (3)                    |       |                                         |                        |                        |                        |  |                                         |                    |                  |                  |  |                                         |                             |                  |                  |  |                                      |                                         |                         |             |  |  |                                      |                 |       |
|  | Bandera de la Provincia de Entre Ríos          | Atlético Paraná                         | 1 (3)                    |       |                                         |                        |                        |                        |  | Bandera de la Provincia de Santa Fe     | Unión (p)          | 0 (5)            |                  |  |                                         |                             |                  |                  |  |                                      |                                         |                         |             |  |  |                                      |                 |       |
|  |                                                |                                         |                          |       |                                         |                        |                        |                        |  | Bandera de la Provincia de Santa Fe     | Unión (p)          | 0 (5)            |                  |  |                                         |                             |                  |                  |  |                                      |                                         |                         |             |  |  |                                      |                 |       |
|  |                                                | Bandera de la Provincia de Buenos Aires | Estudiantes (LP)         | 0 (4) |                                         |                        |                        |                        |  |                                         |                    |                  |                  |  |                                         |                             |                  |                  |  |                                      |                                         |                         |             |  |  |                                      |                 |       |
|  | Bandera de la Provincia de Buenos Aires        | Bandera de la Provincia de Buenos Aires | Estudiantes (LP)         | 0 (4) | Sarmiento (Junín)                       | 1                      |                        |                        |  |                                         |                    |                  |                  |  |                                         |                             |                  |                  |  |                                      |                                         |                         |             |  |  |                                      |                 |       |
|  | Bandera de la Provincia de Buenos Aires        |                                         |                          |       | Sarmiento (Junín)                       | 1                      |                        |                        |  |                                         |                    |                  |                  |  |                                         |                             |                  |                  |  |                                      |                                         |                         |             |  |  |                                      |                 |       |
|  | Bandera de la Provincia de Buenos Aires        | Los Andes                               | 2                        |       |                                         |                        |                        |                        |  |                                         |                    |                  |                  |  |                                         |                             |                  |                  |  |                                      |                                         |                         |             |  |  |                                      |                 |       |
|  | Bandera de la Provincia de Buenos Aires        | Los Andes                               | 2                        |       | Bandera de la Provincia de Buenos Aires | Los Andes              | 0                      |                        |  |                                         |                    |                  |                  |  |                                         |                             |                  |                  |  |                                      |                                         |                         |             |  |  |                                      |                 |       |
|  |                                                |                                         |                          |       | Bandera de la Provincia de Buenos Aires | Los Andes              | 0                      |                        |  |                                         |                    |                  |                  |  |                                         |                             |                  |                  |  |                                      |                                         |                         |             |  |  |                                      |                 |       |
|  |                                                | Bandera de la Provincia de Buenos Aires | Estudiantes (LP)         | 2     |                                         |                        |                        |                        |  |                                         |                    |                  |                  |  |                                         |                             |                  |                  |  |                                      |                                         |                         |             |  |  |                                      |                 |       |
|  | Bandera de la Provincia de Buenos Aires        | Bandera de la Provincia de Buenos Aires | Estudiantes (LP)         | 2     | Estudiantes (LP)                        | 3                      |                        |                        |  |                                         |                    |                  |                  |  |                                         |                             |                  |                  |  |                                      |                                         |                         |             |  |  |                                      |                 |       |
|  | Bandera de la Provincia de Buenos Aires        |                                         |                          |       | Estudiantes (LP)                        | 3                      |                        |                        |  |                                         |                    |                  |                  |  |                                         |                             |                  |                  |  |                                      |                                         |                         |             |  |  |                                      |                 |       |
|  | Bandera de la Provincia de Buenos Aires        | Atlas                                   | 0                        |       |                                         |                        |                        |                        |  |                                         |                    |                  |                  |  |                                         |                             |                  |                  |  |                                      |                                         |                         |             |  |  |                                      |                 |       |
|  | Bandera de la Provincia de Buenos Aires        | Atlas                                   | 0                        |       |                                         |                        |                        |                        |  |                                         |                    |                  |                  |  |                                         |                             |                  |                  |  | Bandera de la Ciudad de Buenos Aires | River Plate                             | 2                       |             |  |  |                                      |                 |       |
|  |                                                |                                         |                          |       |                                         |                        |                        |                        |  |                                         |                    |                  |                  |  |                                         |                             |                  |                  |  | Bandera de la Ciudad de Buenos Aires | River Plate                             | 2                       |             |  |  |                                      |                 |       |
|  |                                                |                                         |                          |       |                                         |                        |                        |                        |  |                                         |                    |                  |                  |  |                                         |                             |                  |                  |  |                                      | Bandera de la Provincia de Buenos Aires | Gimnasia y Esgrima (LP) | 0           |  |  |                                      |                 |       |
|  | Bandera de la Provincia de Buenos Aires        | Racing Club                             | 2                        |       |                                         |                        |                        |                        |  |                                         |                    |                  |                  |  |                                         |                             |                  |                  |  |                                      | Bandera de la Provincia de Buenos Aires | Gimnasia y Esgrima (LP) | 0           |  |  |                                      |                 |       |
|  | Bandera de la Provincia de Buenos Aires        | Racing Club                             | 2                        |       |                                         |                        |                        |                        |  |                                         |                    |                  |                  |  |                                         |                             |                  |                  |  |                                      |                                         |                         |             |  |  |                                      |                 |       |
|  | Bandera de la Provincia de Salta               | Gimnasia y Tiro (S)                     | 0                        |       |                                         |                        |                        |                        |  |                                         |                    |                  |                  |  |                                         |                             |                  |                  |  |                                      |                                         |                         |             |  |  |                                      |                 |       |
|  | Bandera de la Provincia de Salta               | Gimnasia y Tiro (S)                     | 0                        |       | Bandera de la Provincia de Buenos Aires | Racing Club            | 2                      |                        |  |                                         |                    |                  |                  |  |                                         |                             |                  |                  |  |                                      |                                         |                         |             |  |  |                                      |                 |       |
|  |                                                |                                         |                          |       | Bandera de la Provincia de Buenos Aires | Racing Club            | 2                      |                        |  |                                         |                    |                  |                  |  |                                         |                             |                  |                  |  |                                      |                                         |                         |             |  |  |                                      |                 |       |
|  |                                                | Bandera de la Provincia de Buenos Aires | Olimpo                   | 1     |                                         |                        |                        |                        |  |                                         |                    |                  |                  |  |                                         |                             |                  |                  |  |                                      |                                         |                         |             |  |  |                                      |                 |       |
|  | Bandera de la Provincia de Buenos Aires        | Bandera de la Provincia de Buenos Aires | Olimpo                   | 1     | Olimpo (p)                              | 1 (3)                  |                        |                        |  |                                         |                    |                  |                  |  |                                         |                             |                  |                  |  |                                      |                                         |                         |             |  |  |                                      |                 |       |
|  | Bandera de la Provincia de Buenos Aires        |                                         |                          |       | Olimpo (p)                              | 1 (3)                  |                        |                        |  |                                         |                    |                  |                  |  |                                         |                             |                  |                  |  |                                      |                                         |                         |             |  |  |                                      |                 |       |
|  | Bandera de la Provincia de Jujuy               | Gimnasia y Esgrima (J)                  | 1 (1)                    |       |                                         |                        |                        |                        |  |                                         |                    |                  |                  |  |                                         |                             |                  |                  |  |                                      |                                         |                         |             |  |  |                                      |                 |       |
|  | Bandera de la Provincia de Jujuy               | Gimnasia y Esgrima (J)                  | 1 (1)                    |       |                                         |                        |                        |                        |  | Bandera de la Provincia de Buenos Aires | Racing Club        | 0                |                  |  |                                         |                             |                  |                  |  |                                      |                                         |                         |             |  |  |                                      |                 |       |
|  |                                                |                                         |                          |       |                                         |                        |                        |                        |  | Bandera de la Provincia de Buenos Aires | Racing Club        | 0                |                  |  |                                         |                             |                  |                  |  |                                      |                                         |                         |             |  |  |                                      |                 |       |
|  |                                                | Bandera de la Provincia de Buenos Aires | Gimnasia y Esgrima (LP)  | 1     |                                         |                        |                        |                        |  |                                         |                    |                  |                  |  |                                         |                             |                  |                  |  |                                      |                                         |                         |             |  |  |                                      |                 |       |
|  | Bandera de la Provincia de San Juan            | Bandera de la Provincia de Buenos Aires | Gimnasia y Esgrima (LP)  | 1     | San Martín (SJ)                         | 0                      |                        |                        |  |                                         |                    |                  |                  |  |                                         |                             |                  |                  |  |                                      |                                         |                         |             |  |  |                                      |                 |       |
|  | Bandera de la Provincia de San Juan            |                                         |                          |       | San Martín (SJ)                         | 0                      |                        |                        |  |                                         |                    |                  |                  |  |                                         |                             |                  |                  |  |                                      |                                         |                         |             |  |  |                                      |                 |       |
|  | Bandera de la Provincia de Córdoba             | Instituto                               | 1                        |       |                                         |                        |                        |                        |  |                                         |                    |                  |                  |  |                                         |                             |                  |                  |  |                                      |                                         |                         |             |  |  |                                      |                 |       |
|  | Bandera de la Provincia de Córdoba             | Instituto                               | 1                        |       | Bandera de la Provincia de Córdoba      | Instituto              | 0                      |                        |  |                                         |                    |                  |                  |  |                                         |                             |                  |                  |  |                                      |                                         |                         |             |  |  |                                      |                 |       |
|  |                                                |                                         |                          |       | Bandera de la Provincia de Córdoba      | Instituto              | 0                      |                        |  |                                         |                    |                  |                  |  |                                         |                             |                  |                  |  |                                      |                                         |                         |             |  |  |                                      |                 |       |
|  |                                                | Bandera de la Provincia de Buenos Aires | Gimnasia y Esgrima (LP)  | 2     |                                         |                        |                        |                        |  |                                         |                    |                  |                  |  |                                         |                             |                  |                  |  |                                      |                                         |                         |             |  |  |                                      |                 |       |
|  | Bandera de la Provincia de Buenos Aires        | Bandera de la Provincia de Buenos Aires | Gimnasia y Esgrima (LP)  | 2     | Gimnasia y Esgrima (LP)                 | 2                      |                        |                        |  |                                         |                    |                  |                  |  |                                         |                             |                  |                  |  |                                      |                                         |                         |             |  |  |                                      |                 |       |
|  | Bandera de la Provincia de Buenos Aires        |                                         |                          |       | Gimnasia y Esgrima (LP)                 | 2                      |                        |                        |  |                                         |                    |                  |                  |  |                                         |                             |                  |                  |  |                                      |                                         |                         |             |  |  |                                      |                 |       |
|  | Bandera de la Provincia del Chubut             | Deportivo Madryn                        | 1                        |       |                                         |                        |                        |                        |  |                                         |                    |                  |                  |  |                                         |                             |                  |                  |  |                                      |                                         |                         |             |  |  |                                      |                 |       |
|  | Bandera de la Provincia del Chubut             | Deportivo Madryn                        | 1                        |       |                                         |                        |                        |                        |  |                                         |                    |                  |                  |  | Bandera de la Provincia de Buenos Aires | Gimnasia y Esgrima (LP) (p) | 2 (4)            |                  |  |                                      |                                         |                         |             |  |  |                                      |                 |       |
|  |                                                |                                         |                          |       |                                         |                        |                        |                        |  |                                         |                    |                  |                  |  | Bandera de la Provincia de Buenos Aires | Gimnasia y Esgrima (LP) (p) | 2 (4)            |                  |  |                                      |                                         |                         |             |  |  |                                      |                 |       |
|  |                                                | Bandera de la Ciudad de Buenos Aires    | San Lorenzo              | 2 (2) |                                         |                        |                        |                        |  |                                         |                    |                  |                  |  |                                         |                             |                  |                  |  |                                      |                                         |                         |             |  |  |                                      |                 |       |
|  | Bandera de la Provincia de Buenos Aires        | Bandera de la Ciudad de Buenos Aires    | San Lorenzo              | 2 (2) | Banfield                                | 1                      |                        |                        |  |                                         |                    |                  |                  |  |                                         |                             |                  |                  |  |                                      |                                         |                         |             |  |  |                                      |                 |       |
|  | Bandera de la Provincia de Buenos Aires        |                                         |                          |       | Banfield                                | 1                      |                        |                        |  |                                         |                    |                  |                  |  |                                         |                             |                  |                  |  |                                      |                                         |                         |             |  |  |                                      |                 |       |
|  | Bandera de la Provincia de Buenos Aires        | Def. de Belgrano (VR)                   | 0                        |       |                                         |                        |                        |                        |  |                                         |                    |                  |                  |  |                                         |                             |                  |                  |  |                                      |                                         |                         |             |  |  |                                      |                 |       |
|  | Bandera de la Provincia de Buenos Aires        | Def. de Belgrano (VR)                   | 0                        |       | Bandera de la Provincia de Buenos Aires | Banfield               | 0                      |                        |  |                                         |                    |                  |                  |  |                                         |                             |                  |                  |  |                                      |                                         |                         |             |  |  |                                      |                 |       |
|  |                                                |                                         |                          |       | Bandera de la Provincia de Buenos Aires | Banfield               | 0                      |                        |  |                                         |                    |                  |                  |  |                                         |                             |                  |                  |  |                                      |                                         |                         |             |  |  |                                      |                 |       |
|  |                                                | Bandera de la Provincia de Mendoza      | Godoy Cruz               | 1     |                                         |                        |                        |                        |  |                                         |                    |                  |                  |  |                                         |                             |                  |                  |  |                                      |                                         |                         |             |  |  |                                      |                 |       |
|  | Bandera de la Provincia de Mendoza             | Bandera de la Provincia de Mendoza      | Godoy Cruz               | 1     | Godoy Cruz                              | 2                      |                        |                        |  |                                         |                    |                  |                  |  |                                         |                             |                  |                  |  |                                      |                                         |                         |             |  |  |                                      |                 |       |
|  | Bandera de la Provincia de Mendoza             |                                         |                          |       | Godoy Cruz                              | 2                      |                        |                        |  |                                         |                    |                  |                  |  |                                         |                             |                  |                  |  |                                      |                                         |                         |             |  |  |                                      |                 |       |
|  | Bandera de la Provincia de Buenos Aires        | Estudiantes                             | 0                        |       |                                         |                        |                        |                        |  |                                         |                    |                  |                  |  |                                         |                             |                  |                  |  |                                      |                                         |                         |             |  |  |                                      |                 |       |
|  | Bandera de la Provincia de Buenos Aires        | Estudiantes                             | 0                        |       |                                         |                        |                        |                        |  | Bandera de la Provincia de Mendoza      | Godoy Cruz         | 1                |                  |  |                                         |                             |                  |                  |  |                                      |                                         |                         |             |  |  |                                      |                 |       |
|  |                                                |                                         |                          |       |                                         |                        |                        |                        |  | Bandera de la Provincia de Mendoza      | Godoy Cruz         | 1                |                  |  |                                         |                             |                  |                  |  |                                      |                                         |                         |             |  |  |                                      |                 |       |
|  |                                                | Bandera de la Ciudad de Buenos Aires    | San Lorenzo              | 3     |                                         |                        |                        |                        |  |                                         |                    |                  |                  |  |                                         |                             |                  |                  |  |                                      |                                         |                         |             |  |  |                                      |                 |       |
|  | Bandera de la Provincia de Buenos Aires        | Bandera de la Ciudad de Buenos Aires    | San Lorenzo              | 3     | Tigre                                   | 0 (2)                  |                        |                        |  |                                         |                    |                  |                  |  |                                         |                             |                  |                  |  |                                      |                                         |                         |             |  |  |                                      |                 |       |
|  | Bandera de la Provincia de Buenos Aires        |                                         |                          |       | Tigre                                   | 0 (2)                  |                        |                        |  |                                         |                    |                  |                  |  |                                         |                             |                  |                  |  |                                      |                                         |                         |             |  |  |                                      |                 |       |
|  | Bandera de la Provincia de Buenos Aires        | Douglas Haig (p)                        | 0 (4)                    |       |                                         |                        |                        |                        |  |                                         |                    |                  |                  |  |                                         |                             |                  |                  |  |                                      |                                         |                         |             |  |  |                                      |                 |       |
|  | Bandera de la Provincia de Buenos Aires        | Douglas Haig (p)                        | 0 (4)                    |       | Bandera de la Provincia de Buenos Aires | Douglas Haig           | 1                      |                        |  |                                         |                    |                  |                  |  |                                         |                             |                  |                  |  |                                      |                                         |                         |             |  |  |                                      |                 |       |
|  |                                                |                                         |                          |       | Bandera de la Provincia de Buenos Aires | Douglas Haig           | 1                      |                        |  |                                         |                    |                  |                  |  |                                         |                             |                  |                  |  |                                      |                                         |                         |             |  |  |                                      |                 |       |
|  |                                                | Bandera de la Ciudad de Buenos Aires    | San Lorenzo              | 3     |                                         |                        |                        |                        |  |                                         |                    |                  |                  |  |                                         |                             |                  |                  |  |                                      |                                         |                         |             |  |  |                                      |                 |       |
|  | Bandera de la Ciudad de Buenos Aires           | Bandera de la Ciudad de Buenos Aires    | San Lorenzo              | 3     | San Lorenzo                             | 3                      |                        |                        |  |                                         |                    |                  |                  |  |                                         |                             |                  |                  |  |                                      |                                         |                         |             |  |  |                                      |                 |       |
|  | Bandera de la Ciudad de Buenos Aires           |                                         |                          |       | San Lorenzo                             | 3                      |                        |                        |  |                                         |                    |                  |                  |  |                                         |                             |                  |                  |  |                                      |                                         |                         |             |  |  |                                      |                 |       |
|  | Bandera de la Provincia de Santa Fe            | Unión (S)                               | 1                        |       |                                         |                        |                        |                        |  |                                         |                    |                  |                  |  |                                         |                             |                  |                  |  |                                      |                                         |                         |             |  |  |                                      |                 |       |
|  |                                                |                                         |                          |       |                                         |                        |                        |                        |  |                                         |                    |                  |                  |  |                                         |                             |                  |                  |  |                                      |                                         |                         |             |  |  | Bandera de la Ciudad de Buenos Aires | River Plate     | 4     |
|  |                                                |                                         |                          |       |                                         |                        |                        |                        |  |                                         |                    |                  |                  |  |                                         |                             |                  |                  |  |                                      |                                         |                         |             |  |  | Bandera de la Ciudad de Buenos Aires | River Plate     | 4     |
|  |                                                |                                         |                          |       |                                         |                        |                        |                        |  |                                         |                    |                  |                  |  |                                         |                             |                  |                  |  |                                      |                                         |                         |             |  |  | Bandera de la Provincia de Santa Fe  | Rosario Central | 3     |
|  | Bandera de la Provincia de Buenos Aires        | Independiente                           | 2                        |       |                                         |                        |                        |                        |  |                                         |                    |                  |                  |  |                                         |                             |                  |                  |  |                                      |                                         |                         |             |  |  |                                      |                 |       |
|  | Bandera de la Provincia de Buenos Aires        | San Telmo                               | 1                        |       |                                         |                        |                        |                        |  |                                         |                    |                  |                  |  |                                         |                             |                  |                  |  |                                      |                                         |                         |             |  |  |                                      |                 |       |
|  | Bandera de la Provincia de Buenos Aires        | San Telmo                               | 1                        |       | Bandera de la Provincia de Buenos Aires | Independiente          | 0                      |                        |  |                                         |                    |                  |                  |  |                                         |                             |                  |                  |  |                                      |                                         |                         |             |  |  |                                      |                 |       |
|  |                                                |                                         |                          |       | Bandera de la Provincia de Buenos Aires | Independiente          | 0                      |                        |  |                                         |                    |                  |                  |  |                                         |                             |                  |                  |  |                                      |                                         |                         |             |  |  |                                      |                 |       |
|  |                                                | Bandera de la Provincia de Buenos Aires | Defensa y Justicia       | 1     |                                         |                        |                        |                        |  |                                         |                    |                  |                  |  |                                         |                             |                  |                  |  |                                      |                                         |                         |             |  |  |                                      |                 |       |
|  | Bandera de la Provincia de Buenos Aires        | Bandera de la Provincia de Buenos Aires | Defensa y Justicia       | 1     | Defensa y Justicia                      | 2                      |                        |                        |  |                                         |                    |                  |                  |  |                                         |                             |                  |                  |  |                                      |                                         |                         |             |  |  |                                      |                 |       |
|  | Bandera de la Provincia de Buenos Aires        |                                         |                          |       | Defensa y Justicia                      | 2                      |                        |                        |  |                                         |                    |                  |                  |  |                                         |                             |                  |                  |  |                                      |                                         |                         |             |  |  |                                      |                 |       |
|  | Bandera de la Provincia de Córdoba             | Talleres                                | 0                        |       |                                         |                        |                        |                        |  |                                         |                    |                  |                  |  |                                         |                             |                  |                  |  |                                      |                                         |                         |             |  |  |                                      |                 |       |
|  | Bandera de la Provincia de Córdoba             | Talleres                                | 0                        |       |                                         |                        |                        |                        |  | Bandera de la Provincia de Buenos Aires | Defensa y Justicia | 1                |                  |  |                                         |                             |                  |                  |  |                                      |                                         |                         |             |  |  |                                      |                 |       |
|  |                                                |                                         |                          |       |                                         |                        |                        |                        |  | Bandera de la Provincia de Buenos Aires | Defensa y Justicia | 1                |                  |  |                                         |                             |                  |                  |  |                                      |                                         |                         |             |  |  |                                      |                 |       |
|  |                                                | Bandera de la Provincia de Córdoba      | Belgrano                 | 2     |                                         |                        |                        |                        |  |                                         |                    |                  |                  |  |                                         |                             |                  |                  |  |                                      |                                         |                         |             |  |  |                                      |                 |       |
|  | Bandera de la Provincia de Córdoba             | Bandera de la Provincia de Córdoba      | Belgrano                 | 2     | Belgrano                                | 1                      |                        |                        |  |                                         |                    |                  |                  |  |                                         |                             |                  |                  |  |                                      |                                         |                         |             |  |  |                                      |                 |       |
|  | Bandera de la Provincia de Córdoba             |                                         |                          |       | Belgrano                                | 1                      |                        |                        |  |                                         |                    |                  |                  |  |                                         |                             |                  |                  |  |                                      |                                         |                         |             |  |  |                                      |                 |       |
|  | Bandera de la Provincia de Buenos Aires        | Brown de Adrogué                        | 0                        |       |                                         |                        |                        |                        |  |                                         |                    |                  |                  |  |                                         |                             |                  |                  |  |                                      |                                         |                         |             |  |  |                                      |                 |       |
|  | Bandera de la Provincia de Buenos Aires        | Brown de Adrogué                        | 0                        |       | Bandera de la Provincia de Córdoba      | Belgrano (p)           | 1 (5)                  |                        |  |                                         |                    |                  |                  |  |                                         |                             |                  |                  |  |                                      |                                         |                         |             |  |  |                                      |                 |       |
|  |                                                |                                         |                          |       | Bandera de la Provincia de Córdoba      | Belgrano (p)           | 1 (5)                  |                        |  |                                         |                    |                  |                  |  |                                         |                             |                  |                  |  |                                      |                                         |                         |             |  |  |                                      |                 |       |
|  |                                                | Bandera de la Ciudad de Buenos Aires    | Huracán                  | 1 (3) |                                         |                        |                        |                        |  |                                         |                    |                  |                  |  |                                         |                             |                  |                  |  |                                      |                                         |                         |             |  |  |                                      |                 |       |
|  | Bandera de la Ciudad de Buenos Aires           | Bandera de la Ciudad de Buenos Aires    | Huracán                  | 1 (3) | Huracán                                 | 2                      |                        |                        |  |                                         |                    |                  |                  |  |                                         |                             |                  |                  |  |                                      |                                         |                         |             |  |  |                                      |                 |       |
|  | Bandera de la Ciudad de Buenos Aires           |                                         |                          |       | Huracán                                 | 2                      |                        |                        |  |                                         |                    |                  |                  |  |                                         |                             |                  |                  |  |                                      |                                         |                         |             |  |  |                                      |                 |       |
|  | Bandera de la Provincia de Santa Fe            | Central Córdoba (R)                     | 1                        |       |                                         |                        |                        |                        |  |                                         |                    |                  |                  |  |                                         |                             |                  |                  |  |                                      |                                         |                         |             |  |  |                                      |                 |       |
|  | Bandera de la Provincia de Santa Fe            | Central Córdoba (R)                     | 1                        |       |                                         |                        |                        |                        |  |                                         |                    |                  |                  |  | Bandera de la Provincia de Córdoba      | Belgrano                    | 2                |                  |  |                                      |                                         |                         |             |  |  |                                      |                 |       |
|  |                                                |                                         |                          |       |                                         |                        |                        |                        |  |                                         |                    |                  |                  |  | Bandera de la Provincia de Córdoba      | Belgrano                    | 2                |                  |  |                                      |                                         |                         |             |  |  |                                      |                 |       |
|  |                                                | Bandera de la Provincia de Entre Ríos   | Juventud Unida           | 0     |                                         |                        |                        |                        |  |                                         |                    |                  |                  |  |                                         |                             |                  |                  |  |                                      |                                         |                         |             |  |  |                                      |                 |       |
|  | Bandera de la Ciudad de Buenos Aires           | Bandera de la Provincia de Entre Ríos   | Juventud Unida           | 0     | Argentinos Juniors                      | 1 (3)                  |                        |                        |  |                                         |                    |                  |                  |  |                                         |                             |                  |                  |  |                                      |                                         |                         |             |  |  |                                      |                 |       |
|  | Bandera de la Ciudad de Buenos Aires           |                                         |                          |       | Argentinos Juniors                      | 1 (3)                  |                        |                        |  |                                         |                    |                  |                  |  |                                         |                             |                  |                  |  |                                      |                                         |                         |             |  |  |                                      |                 |       |
|  | Bandera de la Provincia de Buenos Aires        | Deportivo Laferrere (p)                 | 1 (4)                    |       |                                         |                        |                        |                        |  |                                         |                    |                  |                  |  |                                         |                             |                  |                  |  |                                      |                                         |                         |             |  |  |                                      |                 |       |
|  | Bandera de la Provincia de Buenos Aires        | Deportivo Laferrere (p)                 | 1 (4)                    |       | Bandera de la Provincia de Buenos Aires | Deportivo Laferrere    | 1 (3)                  |                        |  |                                         |                    |                  |                  |  |                                         |                             |                  |                  |  |                                      |                                         |                         |             |  |  |                                      |                 |       |
|  |                                                |                                         |                          |       | Bandera de la Provincia de Buenos Aires | Deportivo Laferrere    | 1 (3)                  |                        |  |                                         |                    |                  |                  |  |                                         |                             |                  |                  |  |                                      |                                         |                         |             |  |  |                                      |                 |       |
|  |                                                | Bandera de la Provincia de Buenos Aires | Almagro (p)              | 1 (4) |                                         |                        |                        |                        |  |                                         |                    |                  |                  |  |                                         |                             |                  |                  |  |                                      |                                         |                         |             |  |  |                                      |                 |       |
|  | Bandera de la Provincia de Santa Fe            | Bandera de la Provincia de Buenos Aires | Almagro (p)              | 1 (4) | Colón                                   | 0                      |                        |                        |  |                                         |                    |                  |                  |  |                                         |                             |                  |                  |  |                                      |                                         |                         |             |  |  |                                      |                 |       |
|  | Bandera de la Provincia de Santa Fe            |                                         |                          |       | Colón                                   | 0                      |                        |                        |  |                                         |                    |                  |                  |  |                                         |                             |                  |                  |  |                                      |                                         |                         |             |  |  |                                      |                 |       |
|  | Bandera de la Provincia de Buenos Aires        | Almagro                                 | 1                        |       |                                         |                        |                        |                        |  |                                         |                    |                  |                  |  |                                         |                             |                  |                  |  |                                      |                                         |                         |             |  |  |                                      |                 |       |
|  | Bandera de la Provincia de Buenos Aires        | Almagro                                 | 1                        |       |                                         |                        |                        |                        |  | Bandera de la Provincia de Buenos Aires | Almagro            | 0                |                  |  |                                         |                             |                  |                  |  |                                      |                                         |                         |             |  |  |                                      |                 |       |
|  |                                                |                                         |                          |       |                                         |                        |                        |                        |  | Bandera de la Provincia de Buenos Aires | Almagro            | 0                |                  |  |                                         |                             |                  |                  |  |                                      |                                         |                         |             |  |  |                                      |                 |       |
|  |                                                | Bandera de la Provincia de Entre Ríos   | Juventud Unida           | 2     |                                         |                        |                        |                        |  |                                         |                    |                  |                  |  |                                         |                             |                  |                  |  |                                      |                                         |                         |             |  |  |                                      |                 |       |
|  | Bandera de la Provincia de Misiones            | Bandera de la Provincia de Entre Ríos   | Juventud Unida           | 2     | Crucero del Norte                       | 0 (1)                  |                        |                        |  |                                         |                    |                  |                  |  |                                         |                             |                  |                  |  |                                      |                                         |                         |             |  |  |                                      |                 |       |
|  | Bandera de la Provincia de Misiones            |                                         |                          |       | Crucero del Norte                       | 0 (1)                  |                        |                        |  |                                         |                    |                  |                  |  |                                         |                             |                  |                  |  |                                      |                                         |                         |             |  |  |                                      |                 |       |
|  | Bandera de la Provincia de Entre Ríos          | Juventud Unida (p)                      | 0 (3)                    |       |                                         |                        |                        |                        |  |                                         |                    |                  |                  |  |                                         |                             |                  |                  |  |                                      |                                         |                         |             |  |  |                                      |                 |       |
|  | Bandera de la Provincia de Entre Ríos          | Juventud Unida (p)                      | 0 (3)                    |       | Bandera de la Provincia de Entre Ríos   | Juventud Unida (p)     | 1 (4)                  |                        |  |                                         |                    |                  |                  |  |                                         |                             |                  |                  |  |                                      |                                         |                         |             |  |  |                                      |                 |       |
|  |                                                |                                         |                          |       | Bandera de la Provincia de Entre Ríos   | Juventud Unida (p)     | 1 (4)                  |                        |  |                                         |                    |                  |                  |  |                                         |                             |                  |                  |  |                                      |                                         |                         |             |  |  |                                      |                 |       |
|  |                                                | Bandera de la Ciudad de Buenos Aires    | Vélez Sarsfield          | 1 (3) |                                         |                        |                        |                        |  |                                         |                    |                  |                  |  |                                         |                             |                  |                  |  |                                      |                                         |                         |             |  |  |                                      |                 |       |
|  | Bandera de la Ciudad de Buenos Aires           | Bandera de la Ciudad de Buenos Aires    | Vélez Sarsfield          | 1 (3) | Vélez Sarsfield                         | 1                      |                        |                        |  |                                         |                    |                  |                  |  |                                         |                             |                  |                  |  |                                      |                                         |                         |             |  |  |                                      |                 |       |
|  | Bandera de la Ciudad de Buenos Aires           |                                         |                          |       | Vélez Sarsfield                         | 1                      |                        |                        |  |                                         |                    |                  |                  |  |                                         |                             |                  |                  |  |                                      |                                         |                         |             |  |  |                                      |                 |       |
|  | Bandera de la Ciudad de Buenos Aires           | Sportivo Barracas                       | 0                        |       |                                         |                        |                        |                        |  |                                         |                    |                  |                  |  |                                         |                             |                  |                  |  |                                      |                                         |                         |             |  |  |                                      |                 |       |
|  | Bandera de la Ciudad de Buenos Aires           | Sportivo Barracas                       | 0                        |       |                                         |                        |                        |                        |  |                                         |                    |                  |                  |  |                                         |                             |                  |                  |  | Bandera de la Provincia de Córdoba   | Belgrano                                | 0                       |             |  |  |                                      |                 |       |
|  |                                                |                                         |                          |       |                                         |                        |                        |                        |  |                                         |                    |                  |                  |  |                                         |                             |                  |                  |  | Bandera de la Provincia de Córdoba   | Belgrano                                | 0                       |             |  |  |                                      |                 |       |
|  |                                                |                                         |                          |       |                                         |                        |                        |                        |  |                                         |                    |                  |                  |  |                                         |                             |                  |                  |  |                                      | Bandera de la Provincia de Santa Fe     | Rosario Central         | 2           |  |  |                                      |                 |       |
|  | Bandera de la Provincia de Santa Fe            | Newell's Old Boys                       | 5                        |       |                                         |                        |                        |                        |  |                                         |                    |                  |                  |  |                                         |                             |                  |                  |  |                                      | Bandera de la Provincia de Santa Fe     | Rosario Central         | 2           |  |  |                                      |                 |       |
|  | Bandera de la Provincia de Santa Fe            | Newell's Old Boys                       | 5                        |       |                                         |                        |                        |                        |  |                                         |                    |                  |                  |  |                                         |                             |                  |                  |  |                                      |                                         |                         |             |  |  |                                      |                 |       |
|  | Bandera de la Provincia de Buenos Aires        | Sansinena                               | 2                        |       |                                         |                        |                        |                        |  |                                         |                    |                  |                  |  |                                         |                             |                  |                  |  |                                      |                                         |                         |             |  |  |                                      |                 |       |
|  | Bandera de la Provincia de Buenos Aires        | Sansinena                               | 2                        |       | Bandera de la Provincia de Santa Fe     | Newell's Old Boys      | 0                      |                        |  |                                         |                    |                  |                  |  |                                         |                             |                  |                  |  |                                      |                                         |                         |             |  |  |                                      |                 |       |
|  |                                                |                                         |                          |       | Bandera de la Provincia de Santa Fe     | Newell's Old Boys      | 0                      |                        |  |                                         |                    |                  |                  |  |                                         |                             |                  |                  |  |                                      |                                         |                         |             |  |  |                                      |                 |       |
|  |                                                | Bandera de la Provincia de Buenos Aires | Deportivo Morón          | 1     |                                         |                        |                        |                        |  |                                         |                    |                  |                  |  |                                         |                             |                  |                  |  |                                      |                                         |                         |             |  |  |                                      |                 |       |
|  | Bandera de la Provincia de Buenos Aires        | Bandera de la Provincia de Buenos Aires | Deportivo Morón          | 1     | Aldosivi                                | 0 (3)                  |                        |                        |  |                                         |                    |                  |                  |  |                                         |                             |                  |                  |  |                                      |                                         |                         |             |  |  |                                      |                 |       |
|  | Bandera de la Provincia de Buenos Aires        |                                         |                          |       | Aldosivi                                | 0 (3)                  |                        |                        |  |                                         |                    |                  |                  |  |                                         |                             |                  |                  |  |                                      |                                         |                         |             |  |  |                                      |                 |       |
|  | Bandera de la Provincia de Buenos Aires        | Deportivo Morón (p)                     | 0 (5)                    |       |                                         |                        |                        |                        |  |                                         |                    |                  |                  |  |                                         |                             |                  |                  |  |                                      |                                         |                         |             |  |  |                                      |                 |       |
|  | Bandera de la Provincia de Buenos Aires        | Deportivo Morón (p)                     | 0 (5)                    |       |                                         |                        |                        |                        |  | Bandera de la Provincia de Buenos Aires | Deportivo Morón    | 0                |                  |  |                                         |                             |                  |                  |  |                                      |                                         |                         |             |  |  |                                      |                 |       |
|  |                                                |                                         |                          |       |                                         |                        |                        |                        |  | Bandera de la Provincia de Buenos Aires | Deportivo Morón    | 0                |                  |  |                                         |                             |                  |                  |  |                                      |                                         |                         |             |  |  |                                      |                 |       |
|  |                                                | Bandera de la Provincia de Santa Fe     | Rosario Central          | 2     |                                         |                        |                        |                        |  |                                         |                    |                  |                  |  |                                         |                             |                  |                  |  |                                      |                                         |                         |             |  |  |                                      |                 |       |
|  | Bandera de la Provincia de Santa Fe            | Bandera de la Provincia de Santa Fe     | Rosario Central          | 2     | Atlético de Rafaela (p)                 | 2 (3)                  |                        |                        |  |                                         |                    |                  |                  |  |                                         |                             |                  |                  |  |                                      |                                         |                         |             |  |  |                                      |                 |       |
|  | Bandera de la Provincia de Santa Fe            |                                         |                          |       | Atlético de Rafaela (p)                 | 2 (3)                  |                        |                        |  |                                         |                    |                  |                  |  |                                         |                             |                  |                  |  |                                      |                                         |                         |             |  |  |                                      |                 |       |
|  | Bandera de la Ciudad de Buenos Aires           | Ferro Carril Oeste                      | 2 (2)                    |       |                                         |                        |                        |                        |  |                                         |                    |                  |                  |  |                                         |                             |                  |                  |  |                                      |                                         |                         |             |  |  |                                      |                 |       |
|  | Bandera de la Ciudad de Buenos Aires           | Ferro Carril Oeste                      | 2 (2)                    |       | Bandera de la Provincia de Santa Fe     | Atlético de Rafaela    | 2 (1)                  |                        |  |                                         |                    |                  |                  |  |                                         |                             |                  |                  |  |                                      |                                         |                         |             |  |  |                                      |                 |       |
|  |                                                |                                         |                          |       | Bandera de la Provincia de Santa Fe     | Atlético de Rafaela    | 2 (1)                  |                        |  |                                         |                    |                  |                  |  |                                         |                             |                  |                  |  |                                      |                                         |                         |             |  |  |                                      |                 |       |
|  |                                                | Bandera de la Provincia de Santa Fe     | Rosario Central (p)      | 2 (3) |                                         |                        |                        |                        |  |                                         |                    |                  |                  |  |                                         |                             |                  |                  |  |                                      |                                         |                         |             |  |  |                                      |                 |       |
|  | Bandera de la Provincia de Santa Fe            | Bandera de la Provincia de Santa Fe     | Rosario Central (p)      | 2 (3) | Rosario Central                         | 1                      |                        |                        |  |                                         |                    |                  |                  |  |                                         |                             |                  |                  |  |                                      |                                         |                         |             |  |  |                                      |                 |       |
|  | Bandera de la Provincia de Santa Fe            |                                         |                          |       | Rosario Central                         | 1                      |                        |                        |  |                                         |                    |                  |                  |  |                                         |                             |                  |                  |  |                                      |                                         |                         |             |  |  |                                      |                 |       |
|  | Bandera de la Provincia de Buenos Aires        | Villa Mitre                             | 0                        |       |                                         |                        |                        |                        |  |                                         |                    |                  |                  |  |                                         |                             |                  |                  |  |                                      |                                         |                         |             |  |  |                                      |                 |       |
|  | Bandera de la Provincia de Buenos Aires        | Villa Mitre                             | 0                        |       |                                         |                        |                        |                        |  |                                         |                    |                  |                  |  | Bandera de la Provincia de Santa Fe     | Rosario Central             | 2                |                  |  |                                      |                                         |                         |             |  |  |                                      |                 |       |
|  |                                                |                                         |                          |       |                                         |                        |                        |                        |  |                                         |                    |                  |                  |  | Bandera de la Provincia de Santa Fe     | Rosario Central             | 2                |                  |  |                                      |                                         |                         |             |  |  |                                      |                 |       |
|  |                                                | Bandera de la Ciudad de Buenos Aires    | Boca Juniors             | 1     |                                         |                        |                        |                        |  |                                         |                    |                  |                  |  |                                         |                             |                  |                  |  |                                      |                                         |                         |             |  |  |                                      |                 |       |
|  | Bandera de la Provincia de Buenos Aires        | Bandera de la Ciudad de Buenos Aires    | Boca Juniors             | 1     | Lanús (p)                               | 1 (6)                  |                        |                        |  |                                         |                    |                  |                  |  |                                         |                             |                  |                  |  |                                      |                                         |                         |             |  |  |                                      |                 |       |
|  | Bandera de la Provincia de Buenos Aires        |                                         |                          |       | Lanús (p)                               | 1 (6)                  |                        |                        |  |                                         |                    |                  |                  |  |                                         |                             |                  |                  |  |                                      |                                         |                         |             |  |  |                                      |                 |       |
|  | Bandera de la Provincia de Formosa             | San Martin (F)                          | 1 (5)                    |       |                                         |                        |                        |                        |  |                                         |                    |                  |                  |  |                                         |                             |                  |                  |  |                                      |                                         |                         |             |  |  |                                      |                 |       |
|  | Bandera de la Provincia de Formosa             | San Martin (F)                          | 1 (5)                    |       | Bandera de la Provincia de Buenos Aires | Lanús                  | 2                      |                        |  |                                         |                    |                  |                  |  |                                         |                             |                  |                  |  |                                      |                                         |                         |             |  |  |                                      |                 |       |
|  |                                                |                                         |                          |       | Bandera de la Provincia de Buenos Aires | Lanús                  | 2                      |                        |  |                                         |                    |                  |                  |  |                                         |                             |                  |                  |  |                                      |                                         |                         |             |  |  |                                      |                 |       |
|  |                                                | Bandera de la Provincia de Entre Ríos   | Patronato                | 0     |                                         |                        |                        |                        |  |                                         |                    |                  |                  |  |                                         |                             |                  |                  |  |                                      |                                         |                         |             |  |  |                                      |                 |       |
|  | Bandera de la Provincia de Entre Ríos          | Bandera de la Provincia de Entre Ríos   | Patronato                | 0     | Patronato (p)                           | 0 (4)                  |                        |                        |  |                                         |                    |                  |                  |  |                                         |                             |                  |                  |  |                                      |                                         |                         |             |  |  |                                      |                 |       |
|  | Bandera de la Provincia de Entre Ríos          |                                         |                          |       | Patronato (p)                           | 0 (4)                  |                        |                        |  |                                         |                    |                  |                  |  |                                         |                             |                  |                  |  |                                      |                                         |                         |             |  |  |                                      |                 |       |
|  | Bandera de la Provincia de Buenos Aires        | Villa Dálmine                           | 0 (2)                    |       |                                         |                        |                        |                        |  |                                         |                    |                  |                  |  |                                         |                             |                  |                  |  |                                      |                                         |                         |             |  |  |                                      |                 |       |
|  | Bandera de la Provincia de Buenos Aires        | Villa Dálmine                           | 0 (2)                    |       |                                         |                        |                        |                        |  | Bandera de la Provincia de Buenos Aires | Lanús              | 2 (2)            |                  |  |                                         |                             |                  |                  |  |                                      |                                         |                         |             |  |  |                                      |                 |       |
|  |                                                |                                         |                          |       |                                         |                        |                        |                        |  | Bandera de la Provincia de Buenos Aires | Lanús              | 2 (2)            |                  |  |                                         |                             |                  |                  |  |                                      |                                         |                         |             |  |  |                                      |                 |       |
|  |                                                | Bandera de la Ciudad de Buenos Aires    | Boca Juniors (p)         | 2 (4) |                                         |                        |                        |                        |  |                                         |                    |                  |                  |  |                                         |                             |                  |                  |  |                                      |                                         |                         |             |  |  |                                      |                 |       |
|  | Bandera de la Ciudad de Buenos Aires           | Bandera de la Ciudad de Buenos Aires    | Boca Juniors (p)         | 2 (4) | Nueva Chicago                           | 0                      |                        |                        |  |                                         |                    |                  |                  |  |                                         |                             |                  |                  |  |                                      |                                         |                         |             |  |  |                                      |                 |       |
|  | Bandera de la Ciudad de Buenos Aires           |                                         |                          |       | Nueva Chicago                           | 0                      |                        |                        |  |                                         |                    |                  |                  |  |                                         |                             |                  |                  |  |                                      |                                         |                         |             |  |  |                                      |                 |       |
|  | Bandera de la Provincia de Buenos Aires        | Santamarina                             | 2                        |       |                                         |                        |                        |                        |  |                                         |                    |                  |                  |  |                                         |                             |                  |                  |  |                                      |                                         |                         |             |  |  |                                      |                 |       |
|  | Bandera de la Provincia de Buenos Aires        | Santamarina                             | 2                        |       | Bandera de la Provincia de Buenos Aires | Santamarina            | 1                      |                        |  |                                         |                    |                  |                  |  |                                         |                             |                  |                  |  |                                      |                                         |                         |             |  |  |                                      |                 |       |
|  |                                                |                                         |                          |       | Bandera de la Provincia de Buenos Aires | Santamarina            | 1                      |                        |  |                                         |                    |                  |                  |  |                                         |                             |                  |                  |  |                                      |                                         |                         |             |  |  |                                      |                 |       |
|  |                                                | Bandera de la Ciudad de Buenos Aires    | Boca Juniors             | 2     |                                         |                        |                        |                        |  |                                         |                    |                  |                  |  |                                         |                             |                  |                  |  |                                      |                                         |                         |             |  |  |                                      |                 |       |
|  | Bandera de la Ciudad de Buenos Aires           | Bandera de la Ciudad de Buenos Aires    | Boca Juniors             | 2     | Boca Juniors                            | 4                      |                        |                        |  |                                         |                    |                  |                  |  |                                         |                             |                  |                  |  |                                      |                                         |                         |             |  |  |                                      |                 |       |
|  | Bandera de la Ciudad de Buenos Aires           |                                         |                          |       | Boca Juniors                            | 4                      |                        |                        |  |                                         |                    |                  |                  |  |                                         |                             |                  |                  |  |                                      |                                         |                         |             |  |  |                                      |                 |       |
|  | Bandera de la Provincia de Santiago del Estero | Güemes                                  | 0                        |       |                                         |                        |                        |                        |  |                                         |                    |                  |                  |  |                                         |                             |                  |                  |  |                                      |                                         |                         |             |  |  |                                      |                 |       |

### Sedes
Los siguientes estadios formaron parte de las sedes en las que se disputaron los partidos a partir de los Treintaidosavos de final.
|                                                                      |                                                              |                                                            |                                                                  |
|                                                                      |                                                              |                                                            |                                                                  |
| 15 de Abril Ciudad: Santa Fe Capacidad: 26 000                       | Alfredo Beranger Ciudad: Temperley Capacidad: 17 000         | Estadio Antonio Romero Ciudad: Formosa Capacidad: 24 200   | Ciudad de Lanús Ciudad: Lanús Capacidad: 47 023                  |
|                                                                      |                                                              |                                                            |                                                                  |
| Eva Perón Ciudad: Junín Capacidad: 22 500                            | Florencio Sola Ciudad: Banfield Capacidad: 23 800            | José María Minella Ciudad: Mar del Plata Capacidad: 40 354 | Juan Domingo Perón Ciudad: Córdoba Capacidad: 30 000             |
|                                                                      |                                                              |                                                            |                                                                  |
| Julio Humberto Grondona Ciudad: Sarandí Capacidad: 19 000            | Mario Alberto Kempes Ciudad: Córdoba Capacidad: 57 000       | Nuevo Monumental Ciudad: Rafaela Capacidad: 20 000         | Estadio Padre Ernesto Martearena Ciudad: Salta Capacidad: 21 000 |
|                                                                      |                                                              |                                                            |                                                                  |
| Estadio Presbítero Bartolomé Grella Ciudad: Paraná Capacidad: 23 000 | San Juan del Bicentenario Ciudad: San Juan Capacidad: 35 286 |                                                            |                                                                  |

### Treintaidosavos de final
Esta fase la disputarán los once clasificados de la zona regional más los 30 representantes de Primera División, 12 de la Primera B Nacional, 5 de la Primera B, 4 de la Primera C y 2 de la Primera D. Entre el 4 de mayo y el 31 de julio se enfrentaron a partido único y clasificaron 32 a los dieciseisavos de final.
| Fecha       | Estadio                   | Equipo 1                | Resultado     | Equipo 2                    |
| ----------- | ------------------------- | ----------------------- | ------------- | --------------------------- |
| 31 de julio | Antonio Romero            | River Plate             | 3 - 0         | Sportivo Rivadavia (VT)     |
| 29 de junio | San Juan del Bicentenario | Boca Juniors            | 4 - 0         | Güemes (SdE)                |
| 4 de mayo   | Antonio Romero            | Independiente           | 2 - 1         | San Telmo                   |
| 30 de julio | Padre Ernesto Martearena  | San Lorenzo             | 3 - 1         | Unión (S)                   |
| 25 de mayo  | Antonio Romero            | Racing Club             | 2 - 0         | Gimnasia y Tiro (S)         |
| 11 de mayo  | Antonio Romero            | Vélez Sarsfield         | 1 - 0         | Sportivo Barracas           |
| 12 de mayo  | Eva Perón                 | Newell's Old Boys       | 5 - 2         | Sansinena                   |
| 16 de julio | Padre Ernesto Martearena  | Estudiantes (LP)        | 3 - 0         | Atlas                       |
| 22 de julio | San Juan del Bicentenario | Quilmes                 | (2) 2 - 2 (4) | Unión Aconquija             |
| 15 de julio | Eva Perón                 | Rosario Central         | 1 - 0         | Villa Mitre                 |
| 27 de julio | Alfredo Beranger          | Argentinos Juniors      | (3) 1 - 1 (4) | Deportivo Laferrere         |
| 18 de mayo  | Julio Humberto Grondona   | Gimnasia y Esgrima (LP) | 2 - 1         | Deportivo Madryn            |
| 26 de mayo  | Julio Humberto Grondona   | Banfield                | 1 - 0         | Defensores de Belgrano (VR) |
| 18 de julio | Florencio Sola            | Huracán                 | 2 - 1         | Central Córdoba (R)         |
| 19 de julio | Antonio Romero            | Lanús                   | (6) 1 - 1 (5) | San Martin (F)              |
| 26 de mayo  | Alfredo Beranger          | Arsenal                 | 2 - 1         | Talleres (RdE)              |
| 10 de julio | Padre Ernesto Martearena  | Atlético Tucumán        | 0 - 1         | Defensores de Belgrano      |
| 21 de julio | Eva Perón                 | Patronato               | (4) 0 - 0 (2) | Villa Dálmine               |
| 27 de julio | Mario Alberto Kempes      | Belgrano                | 1 - 0         | Brown de Adrogué            |
| 19 de julio | Julio Humberto Grondona   | Godoy Cruz              | 2 - 0         | Estudiantes                 |
| 18 de mayo  | San Juan del Bicentenario | San Martín (SJ)         | 0 - 1         | Instituto                   |
| 4 de mayo   | Julio Humberto Grondona   | Colón                   | 0 - 1         | Almagro                     |
| 2 de junio  | Alfredo Beranger          | Atlético de Rafaela     | (3) 2 - 2 (2) | Ferro Carril Oeste          |
| 17 de mayo  | Nuevo Monumental          | Unión                   | (4) 1 - 1 (3) | Atlético Paraná             |
| 25 de julio | Julio Humberto Grondona   | Sarmiento               | 1 - 2         | Los Andes                   |
| 5 de mayo   | Alfredo Beranger          | Aldosivi                | (3) 0 - 0 (5) | Deportivo Morón             |
| 23 de junio | Julio Humberto Grondona   | Crucero del Norte       | (1) 0 - 0 (3) | Juventud Unida (G)          |
| 1 de junio  | Julio Humberto Grondona   | Olimpo                  | (3) 1 - 1 (1) | Gimnasia y Esgrima (J)      |
| 25 de mayo  | Florencio Sola            | Tigre                   | (2) 0 - 0 (4) | Douglas Haig                |
| 1 de junio  | Florencio Sola            | Defensa y Justicia      | 2 - 0         | Talleres (C)                |
| 29 de julio | Florencio Sola            | Nueva Chicago           | 0 - 2         | Ramón Santamarina           |
| 10 de mayo  | San Juan del Bicentenario | Temperley               | 1 - 2         | Sportivo Estudiantes (SL)   |

### Dieciseisavos de final
Esta fase la disputaron los 32 ganadores de los treintaidosavos de final. Entre el 2 y el 31 de agosto se enfrentaron a partido único y clasificaron 16 a los octavos de final.
| Fecha        | Estadio                     | Equipo 1               | Resultado     | Equipo 2                  |
| ------------ | --------------------------- | ---------------------- | ------------- | ------------------------- |
| 7 de agosto  | Padre Ernesto Martearena    | River Plate            | 2 - 1         | Sportivo Estudiantes (SL) |
| 11 de agosto | Alfredo Beranger            | Defensores de Belgrano | 1 - 2         | Arsenal                   |
| 12 de agosto | Presbítero Bartolomé Grella | Unión Aconquija        | 1 - 3         | Unión                     |
| 13 de agosto | Ciudad de Lanús             | Los Andes              | 0 - 2         | Estudiantes (LP)          |
| 23 de agosto | Padre Ernesto Martearena    | Racing Club            | 2 - 1         | Olimpo                    |
| 17 de agosto | San Juan del Bicentenario   | Instituto              | 0 - 2         | Gimnasia y Esgrima (LP)   |
| 7 de agosto  | Julio Humberto Grondona     | Banfield               | 0 - 1         | Godoy Cruz                |
| 7 de agosto  | Antonio Romero              | Douglas Haig           | 1 - 3         | San Lorenzo               |
| 8 de agosto  | Ciudad de Lanús             | Independiente          | 0 - 1         | Defensa y Justicia        |
| 12 de agosto | San Juan del Bicentenario   | Belgrano               | (5) 1 - 1 (3) | Huracán                   |
| 31 de agosto | Julio Humberto Grondona     | Deportivo Laferrere    | (3) 1 - 1 (4) | Almagro                   |
| 16 de agosto | Julio Humberto Grondona     | Juventud Unida (G)     | (4) 1 - 1 (3) | Vélez Sarsfield           |
| 10 de agosto | Ciudad de Lanús             | Newell's Old Boys      | 0 - 1         | Deportivo Morón           |
| 31 de agosto | 15 de abril                 | Atlético de Rafaela    | (1) 2 - 2 (3) | Rosario Central           |
| 2 de agosto  | Julio Humberto Grondona     | Lanús                  | 2 - 0         | Patronato                 |
| 22 de agosto | Antonio Romero              | Ramón Santamarina      | 1 - 2         | Boca Juniors              |

### Octavos de final
Esta fase la disputaron los 16 ganadores de los dieciseisavos de final. Entre el 3 de septiembre y el 19 de octubre se enfrentaron a partido único y clasificaron 8 a los cuartos de final.
| Fecha            | Estadio                   | Equipo 1           | Resultado     | Equipo 2                |
| ---------------- | ------------------------- | ------------------ | ------------- | ----------------------- |
| 22 de septiembre | San Juan del Bicentenario | River Plate        | 1 - 0         | Arsenal                 |
| 3 de septiembre  | Julio Humberto Grondona   | Unión              | (5) 0 - 0 (4) | Estudiantes (LP)        |
| 19 de octubre    | Ciudad de Lanús           | Racing Club        | 0 - 1         | Gimnasia y Esgrima (LP) |
| 12 de octubre    | Ciudad de Lanús           | Godoy Cruz         | 1 - 3         | San Lorenzo             |
| 3 de septiembre  | San Juan del Bicentenario | Defensa y Justicia | 1 - 2         | Belgrano                |
| 14 de septiembre | Antonio Romero            | Almagro            | 0 - 2         | Juventud Unida (G)      |
| 20 de septiembre | Padre Ernesto Martearena  | Deportivo Morón    | 0 - 2         | Rosario Central         |
| 28 de septiembre | José María Minella        | Lanús              | (2) 2 - 2 (4) | Boca Juniors            |

### Cuartos de final
Esta fase la disputaron los 8 ganadores de los octavos de final. Entre el 5 de octubre y el 17 de noviembre se enfrentaron a partido único y clasificaron 4 a las semifinales.
| Fecha           | Estadio                  | Equipo 1                | Resultado     | Equipo 2           |
| --------------- | ------------------------ | ----------------------- | ------------- | ------------------ |
| 27 de octubre   | José María Minella       | River Plate             | 3 - 0         | Unión              |
| 17 de noviembre | Padre Ernesto Martearena | Gimnasia y Esgrima (LP) | (4) 2 - 2 (2) | San Lorenzo        |
| 5 de octubre    | Ciudad de Lanús          | Belgrano                | 2 - 0         | Juventud Unida (G) |
| 2 de noviembre  | Mario Alberto Kempes     | Rosario Central         | 2 - 1         | Boca Juniors       |

### Semifinales
Esta fase la disputaron los 4 ganadores de los cuartos de final, que se enfrentaron el 30 de noviembre y el 1 de diciembre, a partido único, y clasificaron a los dos finalistas.
| Fecha           | Estadio                   | Equipo 1    | Resultado | Equipo 2                |
| --------------- | ------------------------- | ----------- | --------- | ----------------------- |
| 1 de diciembre  | San Juan del Bicentenario | River Plate | 2 - 0     | Gimnasia y Esgrima (LP) |
| 30 de noviembre | Antonio Romero            | Belgrano    | 0 - 2     | Rosario Central         |

### Final
La final la disputaron los 2 ganadores de las semifinales. El 15 de diciembre se enfrentaron a partido único y se consagró campeón el Club Atlético River Plate, que obtuvo el derecho a participar en la Copa Libertadores 2017 como Argentina 5.
| Fecha           | Estadio              | Equipo 1    | Resultado | Equipo 2        |
| --------------- | -------------------- | ----------- | --------- | --------------- |
| 15 de diciembre | Mario Alberto Kempes | River Plate | 4 - 3     | Rosario Central |

## Goleadores
| Jugador        | Equipo            | Anotado | Part. |
| -------------- | ----------------- | ------- | ----- |
| Lucas Alario   | River Plate       | 7       | 6     |
| José Michelena | Deportivo Madryn  | 4       | 2     |
| Marco Ruben    | Rosario Central   | 4       | 5     |
| Nicolás Blandi | San Lorenzo       | 3       | 2     |
| Maxi Rodríguez | Newell's Old Boys | 3       | 2     |
| Diego Martínez | Unión Aconquija   | 3       | 3     |

## Equipo ideal
| Pos.           | Futbolista          | Equipo                  |
| Equipo titular | Equipo titular      | Equipo titular          |
| -------------- | ------------------- | ----------------------- |
| Guardameta     | Alexis Martín Arias | Gimnasia y Esgrima (LP) |
| Defensa        | Lucas Aveldaño      | Belgrano                |
| Defensa        | Jonatan Maidana     | River Plate             |
| Defensa        | Ricardo Villalba    | Juventud Unida (G)      |
| Centrocampista | Ignacio Fernández   | River Plate             |
| Centrocampista | Walter Montoya      | Rosario Central         |
| Centrocampista | Ramiro Carrera      | Gimnasia y Esgrima (LP) |
| Centrocampista | José Fernández      | Rosario Central         |
| Delantero      | Marco Ruben         | Rosario Central         |
| Delantero      | Lucas Alario        | River Plate             |
| Delantero      | José Michelena      | Deportivo Madryn        |
| Suplentes      |                     |                         |
| Guardameta     | Lucas De León       | Juventud Unida (G)      |
| Defensa        | Nicolás Minici      | Deportivo Morón         |
| Centrocampista | Mario Bolatti       | Belgrano                |
| Delantero      | Carlos Tévez        | Boca Juniors            |
| Delantero      | Oscar Altamirano    | Almagro                 |
| Delantero      | Nicolás Blandi      | San Lorenzo             |
| Delantero      | Diego Martínez      | Unión Aconquija         |
| Entrenador     | Marcelo Gallardo    | River Plate             |